# Anchioleucopis geniculata
Anchioleucopis geniculata är en tvåvingeart som först beskrevs av Zetterstedt 1855.  Anchioleucopis geniculata ingår i släktet Anchioleucopis, och familjen markflugor. Arten är reproducerande i Sverige.